# 알레한드로 다미안 도밍게스
알레한드로 다미안 도밍게스(스페인어: Alejandro Damián Domínguez, 1981년 6월 10일, 라누스 ~)는 초리(Chori) 로도 알려진 아르헨티나의 전 축구 선수로, 현역 시절 공격형 미드필더나 세컨드 스트라이커로 활약했다.

## 경력

### 초기 경력
2부 리그 클럽 킬메스에서 활약하던 도밍게스는 청소년 시절부터 '초리'라는 별칭으로 불려왔고, 아르헨티나 거함 리버 플레이트로 이적해 백만장자 소속으로 클라우수라를 3차례 우승하였다.

### 루빈 카잔
유럽 구단들로부터 스카웃된 그는 2004년에 러시아 클럽 루빈 카잔과 계약하였다. 2006년 프리시즌, 루빈 카잔은 그를 매각하려 시도했으나, 그를 영입하려는 구단들이 제의한 금액이 만족스럽지 못해 그를 잔류시키기로 결정하였다.

### 제니트
도밍게스는 2007년 러시아 시즌을 앞두고 제니트로 €7M에 이적하였고, 러시아 프리미어리그 최고 이적료 기록을 세웠으나, 2008년에 다니 미겔이 디나모 모스크바에서 제니트로 €30M에 이적하면서 1년만에 최고 이적료 기록이 깨졌다. 도밍게스가 치른 최고의 경기들 중 하나는 4-0으로 대승을 거둔 바이에른 뮌헨과의 UEFA컵 경기로, 이 경기에서 승리를 쟁취하면서 제니트는 클럽 역사상 처음으로 대회 결승전에 진출하게 되었다. 도밍게스는 이 경기에서 특출한 활약을 선보이며 2어시스트도 기록했다.
제니트 팬들은 2007년에 도밍게스가 가져다 준 첫 리그 우승으로 깊은 인상을 새겼다. 가즈프롬으로부터 협찬받은 구단은 현재 해체된 사투른과의 경기에서 1승을 추가해야 리그를 1위로 마칠 수 있었고, 1-0 리드를 가져간 상황에서 최후의 1분동안 코너킥을 방어해야 하는 상황이 왔다. 제니트 수비가 바푸르 잔이 헤딩한 공이 네트 안으로 궤적을 그리는 것을 지켜보고만 있는 상황에서, 그라운드에서 가장 작은 선수들 중 하나인 초리 (신장 1.76m) 가 기적적으로 높이 뛰어 크로스바로 걷어냈었다.

### 루빈 카잔 복귀
2009년 3월 13일, 루빈 카잔은 딕 아드보카트와 불화가 싹튼 '초리'를 제니트에서 재영입하였다.
2009-10년 UEFA 챔피언스리그에서, 도밍게스는 루빈 카잔의 경기에서 우수한 활약을 펼쳤고, 인테르나치오날레와 디나모 키예프를 상대로 득점을 올렸다. 그는 바르셀로나와의 조별 리그 경기에서도 괴크데니즈 카라데니즈의 깜짝 결승골을 돕기도 했다. 그러나, 루빈 카잔은 인테르나치오날레와의 최종 라운드에서 0-2로 패하면서 16강 진출이 좌절되었다.
그는 러시아 축구 협회와 스포츠 익스프레스 신문사, 푸트볼 주간지사가 주관한 2009년 러시아 올해의 축구 선수로 선정되었다.

### 발렌시아
2009년 12월 11일, 도밍게스의 발렌시아행이 확정되었다. 그는 2009년 12월 14일, 클럽과 3년 반 계약을 맺었다.

### 리버 플레이트
2011년 여름, 선수는 역사상 처음으로 아르헨티나 2부리그로 강등된 친정팀 리버 플레이트로 임대가기 위해 발렌시아의 직원들과 협상을 벌였다. 그의 행위는 팬들로부터 큰 존중을 받았고, 도밍게스는 클럽의 공격형 미드필더와 공격수 역할을 맡으면서 팀의 스타 플레이어로 거듭났고, 수 많은 어시스트를 공급하고 부주장으로써 활약하였다.

### 라요 바예카노
2012년 6월 말, 리버 플레이트의 1부 리그 재승격을 이룩한 이후, 도밍게스는 클럽이 발렌시아와 이적을 협상하지 않음에 따라 리버에 잔류하지 않을 것임을 밝혔다. 그는 팀내 득점 1위이자, 전 주장이며, 클럽 회장 다니엘 파사레야와 합의를 이루지 못한 페르난도 카베나기와 함께 리버 플레이트를 떠났다. 그는 발렌시아에 잔류하지 않았고, 2012년 8월 초, 스페인 라 리가 클럽 라요 바예카노와 1년 계약을 체결하였다. 계약서에 서명한 후, 그는 클럽이 제시한 프로젝트 계획이 유혹적이며, 백색 바탕에 적색 줄무늬가 있는 홈 유니폼이 친정팀 리버 플레이트와 비슷했다고 밝혔다.

### 올림피아코스
2013년 7월, 도밍게스는 그리스 클럽 올림피아코스와 2년 계약을 체결하였다. 2013년 12월 1일, 3-0으로 이긴 에르고텔리스와의 수페르리가 엘라다 경기에서 이적 후의 1호골을 득점하였다. 2014년 2월 26일, 맨체스터 유나이티드와의 UEFA 챔피언스리그 16강 1차전 경기에서 그는 1골을 득점해 기적과도 같은 밤을 장식하였고, UEFA 공식 웹사이트와 다음과 같은 인터뷰를 했다: "저는 매우 행복합니다. 저는 팀이 거둔 성과와 승리에 대해 만족합니다. 저는 우리가 큰 한발을 내딛었다고 생각합니다 - 앞으로의 대도약을" 2014년 9월 13일, 도밍게스는 3-0으로 이긴 OFI와의 홈경기에서 환상적인 득점으로 또다시 인상적인 활약을 펼쳤다. 그는 3-2로 이긴 아틀레티코 마드리드와의 홈경기에서도 맹활약을 펼쳤다. 이후, 그는 UEFA 챔피언스리그 "이 주의 팀" 일원으로 선정되었다.

## 클럽 통계
2015년 2월 4일 기준
| 클럽                | 시즌      | 리그 | 리그 | 컵   | 컵 | 대륙 | 대륙 | 합계 | 합계 |
| 클럽                | 시즌      | 출장 | 골   | 출장 | 골 | 출장 | 골   | 출장 | 골   |
| ------------------- | --------- | ---- | ---- | ---- | -- | ---- | ---- | ---- | ---- |
| [[킬메스 AC\|킬메스 | 2000–01   | 25   | 6    | 0    | 0  | 0    | 0    | 25   | 6    |
| [[킬메스 AC\|킬메스 | 합계      | 25   | 6    | 0    | 0  | 0    | 0    | 25   | 6    |
| 리버 플레이트       | 2000–01   | 2    | 2    | 0    | 0  | 0    | 0    | 2    | 2    |
| 리버 플레이트       | 2001–02   | 15   | 5    | 0    | 0  | 0    | 0    | 15   | 5    |
| 리버 플레이트       | 2002–03   | 12   | 2    | 0    | 0  | 0    | 0    | 12   | 2    |
| 리버 플레이트       | 합계      | 29   | 9    | 0    | 0  | 0    | 0    | 29   | 9    |
| 루빈 카잔           | 2004      | 18   | 2    | 3    | 0  | 1    | 0    | 22   | 2    |
| 루빈 카잔           | 2005      | 22   | 6    | 2    | 0  | 0    | 0    | 24   | 6    |
| 루빈 카잔           | 2006      | 23   | 13   | 4    | 2  | 3    | 2    | 30   | 17   |
| 루빈 카잔           | 합계      | 63   | 21   | 9    | 2  | 4    | 2    | 76   | 25   |
| 제니트              | 2007      | 24   | 3    | 4    | 3  | 7    | 0    | 35   | 6    |
| 제니트              | 2008      | 22   | 4    | 1    | 0  | 5    | 0    | 28   | 4    |
| 제니트              | 합계      | 46   | 7    | 5    | 3  | 12   | 0    | 63   | 10   |
| 루빈 카잔           | 2009      | 23   | 16   | 2    | 0  | 6    | 2    | 31   | 18   |
| 루빈 카잔           | 합계      | 23   | 16   | 2    | 0  | 6    | 2    | 31   | 18   |
| 발렌시아            | 2009–10   | 13   | 0    | 1    | 0  | 0    | 0    | 14   | 0    |
| 발렌시아            | 2010–11   | 6    | 0    | 1    | 0  | 5    | 1    | 12   | 1    |
| 발렌시아            | 합계      | 19   | 0    | 2    | 0  | 5    | 1    | 26   | 1    |
| 리버 플레이트       | 2011–12   | 33   | 5    | 1    | 1  | 0    | 0    | 34   | 6    |
| 리버 플레이트       | 합계      | 33   | 5    | 1    | 1  | 0    | 0    | 34   | 6    |
| 라요 바예카노       | 2012–13   | 33   | 5    | 2    | 1  | 0    | 0    | 35   | 6    |
| 라요 바예카노       | 합계      | 33   | 5    | 2    | 1  | 0    | 0    | 35   | 6    |
| 올림피아코스        | 2013–14   | 23   | 5    | 7    | 3  | 8    | 3    | 38   | 11   |
| 올림피아코스        | 2014–15   | 21   | 8    | 1    | 0  | 7    | 1    | 29   | 9    |
| 올림피아코스        | 합계      | 44   | 13   | 8    | 3  | 15   | 4    | 67   | 20   |
| 경력 합계           | 경력 합계 | 313  | 82   | 29   | 10 | 42   | 9    | 384  | 102  |

## 수상

### 클럽
리버 플레이트
- 아르헨티나 프리메라 디비시온: 2002 클라우수라, 2003 클라우수라

제니트
- 러시아 프리미어리그: 2007
- 러시아 슈퍼컵: 2008
- UEFA컵: 2007-08
- UEFA 슈퍼컵: 2008

루빈 카잔
- 러시아 프리미어리그: 2009

올림피아코스
- 수페르리가 엘라다: 2013-14

### 국가대표팀
아르헨티나 U-20
- FIFA 세계 청소년 축구 선수권 대회: 2001

### 개인
- 스포츠 익스프레스 선정 러시아 프리미어리그 올해의 외국인 선수: 2006[11]
- 러시아 축구 협회 선정 러시아 올해의 축구 선수: 2009[12]
- 주간 푸트볼의 러시아 올해의 축구 선수: 2009
- 스포츠 익스프레스의 러시아 올해의 축구 선수: 2009[13]